# Stahlwerk Taranto

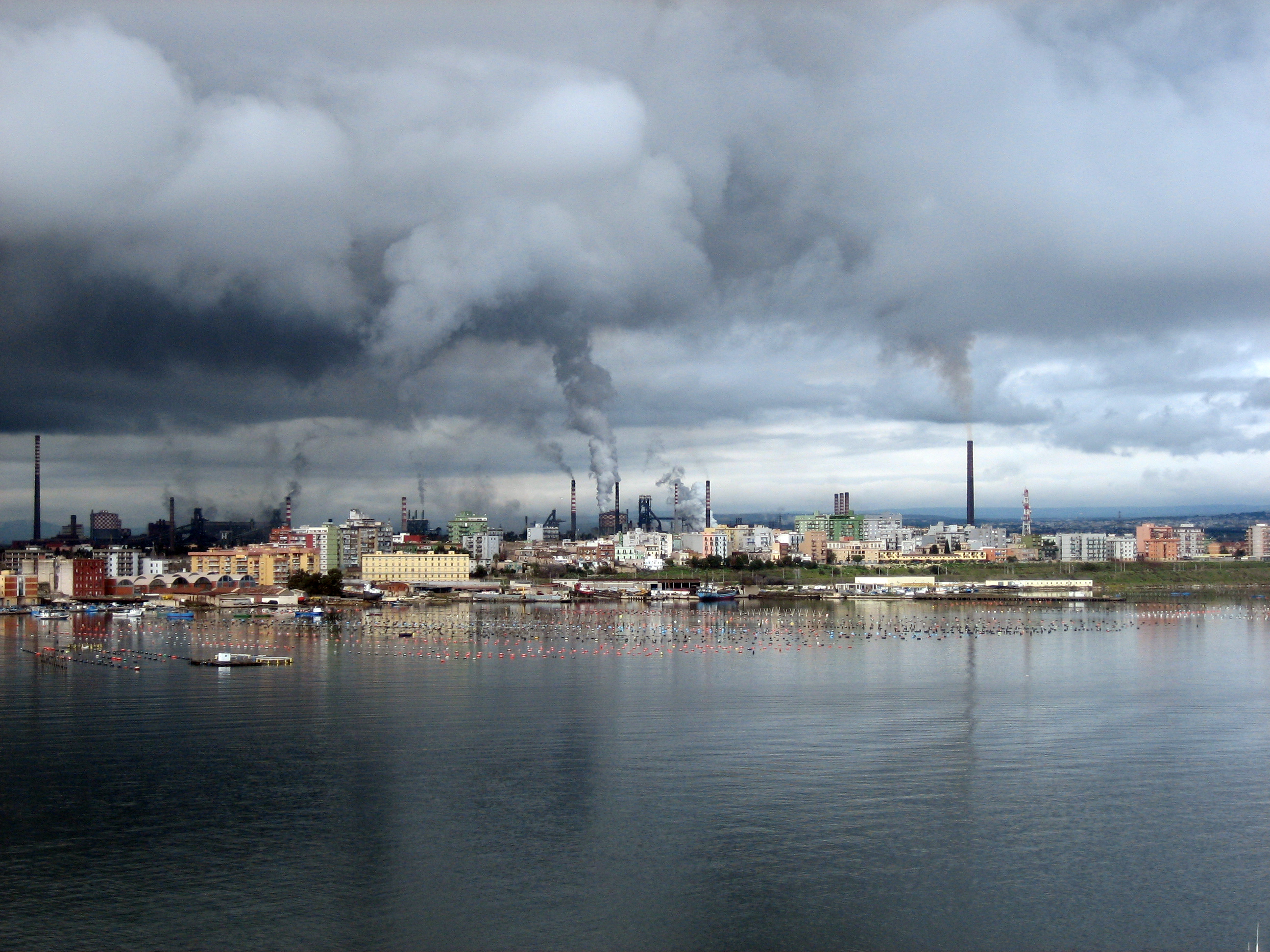
Stahlwerk Taranto im Jahr 2007

Das Stahlwerk Taranto, auch Stahlwerk Tarent oder Ilva genannt, ist eines der größten Stahlwerke Europas und liegt in der italienischen Stadt Tarent.
Gegründet wurde das Werk im Jahr 1965 als Staatsbetrieb. Die Stahlproduktion im Werk gilt jedoch als einer der größten Umweltverschmutzer Italiens, deshalb ist in der Umgebung des Stahlwerks die Krebsrate signifikant höher als im Rest des Landes. Im Jahr 2019 hatte das Werk 8200 Arbeiter, und 150 Zulieferbetriebe mit weiteren 6000 Arbeitern versorgten das Stahlwerk. In Hochzeiten waren etwa 20.000 Angestellte beschäftigt. 1995 wurde das Werk privatisiert und 2017 übernahm es der Luxemburger Stahlkonzern ArcelorMittal, jedoch wollte zwei Jahre später der Investor wieder aussteigen, weil die Strafimmunität entzogen wurde, die 2015 der italienische Staat aussprach.
Seit 2012 ermittelt die Staatsanwaltschaft wegen der Umweltverschmutzung in Bezug auf das Stahlwerk. 2016 sind die Anklagen von 47 Personen vor Gericht gelandet. 2021 sprach das Gericht verschiedene Manager, den Eigentümer und Politiker für schuldig und es wurden Haftstrafen verhängt. So sollen die Brüder Fabio Riva und Nicola Riva, als ehemalige Eigentümer, 22 beziehungsweise 20 Jahre Haft verbüßen. Nichi Vendola als ehemaliger Regionalpräsident Apuliens erhielt eine Haftstrafe von dreieinhalb Jahren. Insgesamt hat etwa die Hälfte der Angeklagten Haftstrafen erhalten. Die Urteile sind nicht rechtskräftig und die Angeklagten beabsichtigten, sich an die höhere Instanz zu wenden. ArcelorMittal und der italienische Staat trafen 2020 eine Vereinbarung, die von dem luxemburgischen Unternehmen die Zusage enthielt, bis 2022 das Stahlwerk zu übernehmen. Nach dem Urteil im Jahr 2021 forderte der Investor, dass sein eigenes Personal von den Strafuntersuchungen verschont bleibt. Im Februar 2024 wurde das Werk unter die Verwaltung eines vom Staat bestellten Kommissars gestellt.